# フェイス (情報番組)
『フェイス』は、NHKが2011年4月1日から2018年3月まで放送したNHK広島放送局をはじめとする中国地方の放送局向けの地域情報番組。金曜日の19時台に放送していた。

## 概要
2001年度から中国地方向けに放送されてきた『ふるさと発』の後継番組として開始した。第1回の放送は20時台に東日本大震災関連の話題を拡大放送する形で開始された。2014年度の4月以降は『プライムS』の放送開始に伴い、不定期放送に変更した。
番組のタイトルには赤色をベースとしたロゴタイプが使用され、タイトル名の「フェイス」には、face（中国地方が直面する課題、その人々の素顔）とfaith（信念を持って話題を放送する）の意味が込められる。
2014年度まで、金曜日の19時台にレギュラー放送される各ブロックの番組では唯一専属のキャスターを置かず、中国地方の各放送局のアナウンサーやキャスターがナレーションなどを担当した。また、放送回によっては俳優が出演する場合がある。
金曜日の19時台のレギュラー放送は2017年度一杯で終了した。
不定期に金曜20時台の枠を取り込んだ拡大版「フェイス・グランデ」を放送（主に中国地方の過疎地域をメインにした『里山資本主義』シリーズが中心）した。2014年度以降からは『プライムS』としてリニューアル、金曜スペシャルが終了した。

## 放送時間
いずれも日本標準時（JST）で、中国地方の総合テレビでの放送。原則として毎月第1週を除く。
本放送
- 金曜日 19:30 - 19:55　（「グランデ」の時は 19:30 - 20:45）
金曜日19時台以外の時間帯でも本放送が行われる場合がある。また、毎月第1週の金曜日は各地域向けの番組が放送される。

再放送
- 土曜日 10:05 - 10:30（放送翌日）

## キャスター
- 中野純一（2016年5月 - 2018年3月） [2]
- 出山知樹（2015年4月 - 2016年3月）

## 放送・制作局
- NHK広島放送局（幹事局）
- NHK岡山放送局
- NHK山口放送局
- NHK鳥取放送局
- NHK松江放送局

## 主な各地域向けの番組
- 岡山県
  - 現場に立つ
第1週、俳優の山口馬木也がナビゲーターを担当する地域番組[3]である。
- 山口県
  - YAMAGUTIC
第1週、年間10本程度を放送[4]する。

広島県と山陰地方は「フェイス」の共通タイトル（実質「企画ネット番組」）で、それぞれの県に特化した特集やドキュメンタリーを放送する。なお第1週以外でも県によっては別の内容・番組に差し替える場合もある。

## 全国放送の差し替え
『フェイス』は不定期に全国放送の差し替え番組として放送される場合がある。以下は主な例。
- NHK岐阜放送局開局70周年記念ドラマ「恋するキムチ」（2011年5月4日）
2011年5月4日の15:00 - 15:58に全国放送された。広島県ではこの時間帯に「被爆桜と生きて〜戦後66年 ヒロシマの春〜」（15:05 - 15:28）を放送し、『恋するキムチ』を同年5月15日の15:00 - 15:58に振替放送を実施した。
- NHKスペシャル「きこえますか 私たちの歌が〜被災地 のど自慢〜」（2011年9月23日）
2011年9月23日の19:30 - 20:43に全国放送された『NHKのど自慢』の特集番組である。中国地方ではこの時間帯に「原発リスクとどう向き合うか〜立地県・島根 始まった模索〜」を放送し、『NHKスペシャル』を放送翌日（9月24日）の21:00 - 22:13に振替放送を実施した[5]。

## 他の地域の金曜夜の地域番組
- 北海道 - 北海道クローズアップ
- 東北 - クローズアップ東北
- 関東・甲信越 - 特報首都圏
  - 新潟 - 金よう夜きらっと新潟
- 東海・北陸 - ナビゲーション
- 近畿 - かんさい熱視線
- 四国 - 四国羅針盤
- 九州・沖縄 - なるほど 実感報道ドドド!